# Tagphu Lobsang Tenpe Gyeltshen
| Tibetische Bezeichnung                                            |
| ----------------------------------------------------------------- |
| Tibetische Schrift: སྟག་ཕུ་བློ་བཟང་བསྟན་པའི་རྒྱལ་མཚན                      |
| Wylie-Transliteration: stag phu blo bzang bstan pa'i rgyal mtshan |
| Chinesische Bezeichnung                                           |
| Vereinfacht: 达普巴•罗桑登白坚参                                  |
| Pinyin:Dapuba Luosang Dengbai Jiancan                             |

 Tagphu Lobsang Tenpe Gyeltshen  (tib.: stag phu blo bzang bstan pa'i rgyal mtshan; * 1714; † 1762), kurz Tagphupa (stag phu pa) war ein tibetischer Gelehrter aus der Gelugpa-Schule des tibetischen Buddhismus und Autor. Er war der 4. Tagphu Rinpoche des Tagphu-Klosters (stag phu dgon pa). Er wurde in einem Gebiet geboren, das heute zum tibetischen Kreis Gongbo'gyamda (Kongpo Gyada) von Nyingchi (Nyinthri) gehört. Er studierte Pañcavidyā (die fünf Klassen der Wissenschaft im alten Indien) und gewann tiefe Einsichten in den Tripitaka. Er war Lehrer der beiden großen Gelehrten Thuken Chökyi Nyima (thu'u bkyan bLo bzang chos kyi nyi ma; 1737–1802) und Cangkya Rölpe Dorje (lcang skya rol pa'i rdo rje; 1717–1786). Mit dem 7. Dalai Lama Kelsang Gyatsho; (1708–1757) unterhielt er enge Beziehungen. Er ist Verfasser einer berühmten tibetischen buddhistischen Novelle namens mgrin sngon zla ba'i rtogs brjod.

### Nachschlagewerke
- Zang-Han da cidian. Beijing 1985
- Zangzu da cidian. Lanzhou 2003